# 5 Seconds of Summer (альбом)
5 Seconds of Summer — дебютный студийный альбом австралийской рок-группы 5 Seconds of Summer, выпущенный в Европе 27 июня и 22 июля 2014 года в США, Мексике и Канаде на лейбле Capitol Records. Альбом включает себя такие синглы как «She Looks So Perfect», «Don’t Stop» и «Amnesia». Песни с альбома «Good Girls», «Kiss Me Kiss Me», и «Everything I Didn’t Say» были выпущены как синглы в целях продвижения альбома.

## Синглы
Сингл «She Looks So Perfect» был выпущен 21 февраля 2014 в качестве главного сингла с дебютного альбома. Сингл занял 1-е место в Australian Singles Chart, New Zealand Singles Chart, Irish Singles Chart и UK Singles Chart. Сингл также дебютировал под номером № 24 в Billboard Hot 100 и под номером № 25 в Canadian Hot 100 Сингл «She Looks So Perfect» дважды получал статус платинового сингла от Australian Recording Industry Association (ARIA) с продажами более 140,000 легальных копий.
Сингл «Don’t Stop» был выпущен в качестве второго сингла с альбома 9 мая 2014.
Сингл «Amnesia» был выпущен как третий сингл с альбома и занял 7-е и 6-е место по продажам в Австралии и Новой Зеландии, а также сингл занял 28 место по продажам в Нидерландах.

### Другие песни
Песня «Good Girls» была выпущена как первый сингл в целях продвижения альбома. Оказался в топ-20 в Австралии, Дании, Ирландии, Новой Зеландии и в Великобритании.
Песня «Kiss Me Kiss Me» была выпущена как второй сингл в целях продвижения альбома. Оказался под номером 10 в Новой Зеландии и под номером 14 в Австралии, а также в Канаде, Нидерландах и Великобритании.
Песня «Everything I Didn’t Say» была выпущена в качестве третьего и последнего сингла в целях продвижения альбома и дебютировала под номером 11 в Австралии, под номером 8 в Новой Зеландии и под номером 36 в Нидерландах.

## Оценка альбома

### Критика
Metacritic, который присваивает рейтинг до 100 на основе мнений других критиков, альбом получил 65, основываясь на 10 мнениях, отмечая «в целом благоприятные отзывы».

### Продвижение
В США альбом дебютировал под номером № 1 в Billboard 200, с продажами в 259,000 копий в первую неделю. Альбом 5 Seconds of Summer достиг таких продаж дебютного альбома за первую неделю, которые могли бы сравниться с дебютным одноимённым альбомом группы Daughtry в 2006 году. 5 Seconds of Summer также являются первой австралийской группой, которая достигла 1-го места по продажам их дебютного альбома.

## Список композиций
| №   | Название                  | Автор(ы)                                                                        | Producer(s)                             | Длительность |
| --- | ------------------------- | ------------------------------------------------------------------------------- | --------------------------------------- | ------------ |
| 1.  | «She Looks So Perfect»    | Ashton Irwin Michael Clifford Jake Sinclair                                     | Sinclair Eric Valentine [a]             | 3:22         |
| 2.  | «Don't Stop»              | Calum Hood Luke Hemmings Steve Robson busbee                                    | Robson                                  | 2:49         |
| 3.  | «Good Girls»              | Irwin Clifford Rick Parkhouse George Tizzard Scouting for Girls                 | John Feldmann                           | 3:27         |
| 4.  | «Kiss Me Kiss Me»         | Hood Hemmings Feldmann Alex Gaskarth                                            | Feldmann                                | 3:23         |
| 5.  | «18»                      | Hemmings Clifford Richard Stannard Seton Daunt Ash Howes Stride                 | Feldmann                                | 3:09         |
| 6.  | «Everything I Didn't Say» | Irwin Hood Feldmann Nicholas "RAS" Furlong                                      | Feldmann                                | 3:00         |
| 7.  | «Beside You»              | Hood Hemmings Christian Lo Russo Joel Chapman                                   | Chapman Louis Schoorl Feldmann [a]      | 3:40         |
| 8.  | «End Up Here»             | Irwin Clifford Feldmann Gaskarth                                                | Feldmann                                | 3:01         |
| 9.  | «Long Way Home»           | Irwin Clifford Feldmann Gaskarth                                                | Feldmann                                | 3:19         |
| 10. | «Heartbreak Girl»         | Hood Hemmings Robson Lindy Robbins                                              | Robson                                  | 3:18         |
| 11. | «English Love Affair»     | Irwin Clifford Parkhouse Tizzard Stride Wilkinson                               | Red Triangle Feldmann [a]               | 3:00         |
| 12. | «Amnesia»                 | Benjamin Madden Joel Madden Louis Biancaniello Michael Biancaniello Sam Watters | L. Biancaniello M. Biancaniello Watters | 3:57         |

| №   | Название   | Автор(ы)                           | Длительность |
| --- | ---------- | ---------------------------------- | ------------ |
| 11. | «Lost Boy» | Hood Hemmings Jarrad Rogers Stride |              |

| №   | Название           | Автор(ы)                        | Producer(s) | Длительность |
| --- | ------------------ | ------------------------------- | ----------- | ------------ |
| 11. | «Mrs All American» | Hood Clifford Robson Ross Golan | Robson      | 2:39         |

| №   | Название          | Автор(ы)                              | Producer(s) | Длительность |
| --- | ----------------- | ------------------------------------- | ----------- | ------------ |
| 13. | «Social Casualty» | Hemmings Clifford Feldmann Furlong    | Feldmann    | 3:08         |
| 14. | «Never Be»        | Hemmings Hood Feldmann Clifford Irwin | Feldmann    | 3:08         |
| 15. | «Voodoo Doll»     | Hood Irwin Adam Argyle Fiona Bevan    | Feldmann    | 3:17         |

| №   | Название              | Автор(ы)                                          | Producer(s)               | Длительность |
| --- | --------------------- | ------------------------------------------------- | ------------------------- | ------------ |
| 13. | «English Love Affair» | Irwin Clifford Parkhouse Tizzard Stride Wilkinson | Red Triangle Feldmann [a] | 3:00         |
| 14. | «Social Casualty»     | Hemmings Clifford Feldmann Furlong                | Feldmann                  | 3:08         |
| 15. | «Never Be»            | Hemmings Hood Feldmann Clifford Irwin             | Feldmann                  | 3:08         |
| 16. | «Voodoo Doll»         | Hood Irwin Adam Argyle Fiona Bevan                | Feldmann                  | 3:17         |

| №   | Название     | Автор(ы)                           | Длительность |
| --- | ------------ | ---------------------------------- | ------------ |
| 16. | «Greenlight» | Irwin Clifford Robson James Bourne | 2:45         |

| №   | Название                                 | Длительность |
| --- | ---------------------------------------- | ------------ |
| 17. | «She Looks So Perfect (Undercover 5SOS)» | 3:26         |
| 18. | «Behind the Scenes: Inside 5SOS»         | 3:54         |

| №   | Название                                  | Автор(ы)                | Длительность |
| --- | ----------------------------------------- | ----------------------- | ------------ |
| 16. | «She Looks So Perfect» (Acoustic Version) | Irwin Clifford Sinclair | 3:22         |

| №   | Название                      | Автор(ы)                                             | Producer(s)        | Длительность |
| --- | ----------------------------- | ---------------------------------------------------- | ------------------ | ------------ |
| 13. | «Heartache On the Big Screen» | Irwin Clifford Hemmings Hood Dan Lancaster Mike Duce | Lancaster Duce [b] | 3:24         |
| 14. | «The Only Reason»             | Clifford Robson busbee                               | Robson             | 3:22         |
| 15. | «What I Like About You»       | Walter Palamarchuk Michael Skill James Marinos       | Feldmann           | 2:33         |
| 16. | «Rejects»                     | Hemmings Clifford Feldmann Hood Irwin                | Feldmann           | 2:49         |
| 17. | «Try Hard»                    | Hemmings Hood Stannard Daunt Howes Tom Fletcher      | Feldmann           | 3:41         |
| 18. | «Social Casualty»             | Hemmings Clifford Feldmann Furlong                   | Feldmann           | 3:08         |
| 19. | «Never Be»                    | Hemmings Hood Feldmann Clifford Irwin                | Feldmann           | 3:08         |
| 20. | «Voodoo Doll»                 | Hood Irwin Argyle Bevan                              | Feldmann           | 3:17         |

| №  | Название                                   | Director(s) | Длительность |
| -- | ------------------------------------------ | ----------- | ------------ |
| 1. | «She Looks So Perfect» (music video)       | Frank Borin | 3:39         |
| 2. | «She Looks So Perfect (Behind the Scenes)» |             |              |
| 3. | «Don't Stop» (music video)                 |             | 3:38         |

| №   | Название              | Автор(ы)                                | Producer(s) | Длительность |
| --- | --------------------- | --------------------------------------- | ----------- | ------------ |
| 13. | «Tomorrow Never Dies» | Irwin Hood Feldmann Brittany Burton     | Feldmann    | 2:53         |
| 14. | «Independence Day»    | Irwin Hood Feldmann Furlong             | Feldmann    | 3:39         |
| 15. | «Close As Strangers»  | Irwin Clifford Stride Parkhouse Tizzard | Robson      | 3:21         |
| 16. | «Out of My Limit»     | Hood Hemmings                           | Feldmann    | 3:18         |

| №  | Название                                  | Автор(ы)                    | Producer(s) | Длительность |
| -- | ----------------------------------------- | --------------------------- | ----------- | ------------ |
| 1. | «She Looks So Perfect» (Ash Demo Vocal)   | Irwin Clifford Sinclair     | Sinclair    | 3:23         |
| 2. | «She Looks So Perfect» (Mikey Demo Vocal) | Irwin Clifford Sinclair     | Sinclair    | 3:24         |
| 3. | «What I Like About You»                   | Palamarchuk Skill Marinos   | Feldmann    | 2:33         |
| 4. | «Don't Stop» (Calum Demo Vocal)           | Hood Hemmings Robson busbee | Robson      | 2:49         |
| 5. | «Wrapped Around Your Finger»              | Hemmings Clifford Feldmann  | Feldmann    | 3:40         |
| 6. | «Pizza»                                   |                             |             |              |

Notes
- ↑  дополнительные продюсеры
- «Lost Boy» заменяет «English Love Affair» в Австралийской версии альбома
- «Mrs All American» заменяет «English Love Affair» в Американской версии альбома.

## Участники записи
- Люк Хеммингс — ритм-гитара, вокал
- Майкл Клиффорд — соло-гитара, вокал
- Калум Худ — бас-гитара, вокал
- Эштон Ирвин — ударные, вокал

Производство
| - Джон Фелдман — продюсирование, микширование, запись - Джек Синклер — продюсирование, звукоинженер, бэк-вокал, гитара, программирование - Луис Бьянчелло — продюсирование, звукоинженер - Майкл Бьянчелло — продюсирование, звукоинженер - Сэм Уоттерс — продюсирование - Джоел Чапман — продюсирование - Луис Шурл — продюсирование - Стив Робсон — продюсирование, микширование - Эрик Валентайн — мастеринг - Чен Риордан — звукоинженер - Джастин Лонг — ассистент звукоинженера - Крис Лорд-Элдж — микширование - Люк Поташик — программирование - Эдди Троуэр — программирование - Джош Уилкинсон — программирование - Кейт Армстронг — микширование | - Ник Капрен — микширование - Эндрю Шуберт — звукоинженер - Дмитр «Dim-E» Крняк — звукоинженер - Тэд Йенсен — мастеринг - Закк Цервини — звукоинженер - Колин Бриттэйн — звукоинженер - Томми Инглиш — звукоинженер - Аго Типпанд — программирование - Кенни Каркит — программирование - Крис Квэлс — ассистент - Бант Стаффорд-Кларк — мастеринг - Сэм Миллер — Mixing - Джордж Тиззард (Red Triangle) — клавишные, ударные, продюсирование - Рик Паркхаус (Red Triangle) — программирование, ударные, продюсирование - Том Ван Шелвен — фотограф - Ричард Эндрюс — художественный руководитель |

## Чарты и сертификация
| Чарт (2014)                             | Позиция |
| --------------------------------------- | ------- |
| Аргентина (CAPIF)                       | 1       |
| Австралия (ARIA)                        | 1       |
| Австрия (Ö3 Austria)                    | 4       |
| Бельгия/Фландрия (Ultratop)             | 1       |
| Бельгия/Валлония (Ultratop)             | 8       |
| Канада (Canadian Albums Chart)          | 1       |
| Croatian Albums (Croatian Albums Chart) | 2       |
| Чехия (ČNS IFPI)                        | 7       |
| Дания (Hitlisten)                       | 1       |
| Нидерланды (Album Top 100)              | 1       |
| Финляндия (Suomen virallinen lista)     | 4       |
| Франция (SNEP)                          | 4       |
| Германия (Media Control)                | 6       |
| Греция (IFPI)                           | 10      |
| Венгрия (MAHASZ)                        | 19      |
| Ирландия (IRMA)                         | 1       |
| Italian Albums (FIMI)                   | 1       |
| Korean Albums (GAON)                    | 47      |
| Новая Зеландия (RMNZ)                   | 1       |
| Норвегия (VG-lista)                     | 1       |
| Polish Albums (ZPAV)                    | 7       |
| Португалия (AFP)                        | 1       |
| Испания (PROMUSICAE)                    | 1       |
| Швеция (Sverigetopplistan)              | 2       |
| Швейцария (Schweizer Hitparade)         | 5       |
| Великобритания (UK Albums Chart)        | 2       |
| США (Billboard 200)                     | 1       |

| Регион | Сертификация  | Продажи   |
| --- | ------------- | --------- |
| Австралия (ARIA) | 2× Платиновый | 140 000^  |
| Австрия (IFPI Austria) | Золотой       | 7500*     |
| Бразилия (ABPD) | Платиновый    | 40 000*   |
| Канада (Music Canada) | Платиновый    | 80 000^   |
| Колумбия (ASINCOL) | Золотой       | 10 000x   |
| Дания (IFPI Danmark) | Платиновый    | 20 000    |
| Indonesia (ASIRI) | 2× Платиновый | 10,000^   |
| Италия (FIMI) | Золотой       | 25 000*   |
| Мексика (AMPROFON) | Платиновый    | 60 000^   |
| Новая Зеландия (RMNZ) | Золотой       | 7500^     |
| Peru (IFPI Peru) | Золотой       | 3 000x    |
| Польша (ZPAV) | Золотой       | 10 000*   |
| Сингапур (RIAS) | Золотой       | 5000*     |
| Испания (PROMUSICAE) | Золотой       | 20 000^   |
| Швеция (GLF) | Золотой       | 20 000    |
| Великобритания (BPI) | Платиновый    | 300 000^  |
| США (RIAA) | Платиновый    | 1 000 000 |
| * Данные о продажах приведены только на основе сертификации. · ^ Данные о тиражах приведены только на основе сертификации. · Данные о продажах + прослушиваниях приведены только на основе сертификации. |               |           |

## Издания
| Страна         | Дата         | Формат                  | Версия          | Лейбл           |
| -------------- | ------------ | ----------------------- | --------------- | --------------- |
| Австралия      | 27 июня 2014 | CD цифровая дистрибуция | Standard deluxe | Capitol Records |
| Австрия        | 27 июня 2014 | CD цифровая дистрибуция | Standard deluxe | Capitol Records |
| Чехия          | 27 июня 2014 | CD цифровая дистрибуция | Standard deluxe | Capitol Records |
| Финляндия      | 27 июня 2014 | CD цифровая дистрибуция | Standard deluxe | Capitol Records |
| Германия       | 27 июня 2014 | CD цифровая дистрибуция | Standard deluxe | Capitol Records |
| Ирландия       | 27 июня 2014 | CD цифровая дистрибуция | Standard deluxe | Capitol Records |
| Италия         | 27 июня 2014 | CD цифровая дистрибуция | Standard deluxe | Capitol Records |
| Нидерланды     | 27 июня 2014 | CD цифровая дистрибуция | Standard deluxe | Capitol Records |
| Новая Зеландия | 27 июня 2014 | CD цифровая дистрибуция | Standard deluxe | Capitol Records |
| Словакия       | 27 июня 2014 | CD цифровая дистрибуция | Standard deluxe | Capitol Records |
| ЮАР            | 27 июня 2014 | CD цифровая дистрибуция | Standard deluxe | Capitol Records |
| Швеция         | 27 июня 2014 | CD цифровая дистрибуция | Standard deluxe | Capitol Records |
| Швейцария      | 27 июня 2014 | CD цифровая дистрибуция | Standard deluxe | Capitol Records |
| Бельгия        | 30 июня 2014 | CD цифровая дистрибуция | Standard deluxe | Capitol Records |
| Франция        | 30 июня 2014 | CD цифровая дистрибуция | Standard deluxe | Capitol Records |
| Израиль        | 30 июня 2014 | CD цифровая дистрибуция | Standard deluxe | Capitol Records |
| Малайзия       | 30 июня 2014 | CD цифровая дистрибуция | Standard deluxe | Capitol Records |
| Перу           | 30 июня 2014 | CD цифровая дистрибуция | Standard deluxe | Capitol Records |
| Филиппины      | 30 июня 2014 | CD цифровая дистрибуция | Standard deluxe | Capitol Records |
| Польша         | 30 июня 2014 | CD цифровая дистрибуция | Standard deluxe | Capitol Records |
| Португалия     | 30 июня 2014 | CD цифровая дистрибуция | Standard deluxe | Capitol Records |
| Испания        | 30 июня 2014 | CD цифровая дистрибуция | Standard deluxe | Capitol Records |
| Великобритания | 30 июня 2014 | CD цифровая дистрибуция | Standard deluxe | Capitol Records |
| Япония         | 16 июля 2014 | CD цифровая дистрибуция | Standard deluxe | Capitol Records |
| Канада         | 22 июля 2014 | CD цифровая дистрибуция | Standard deluxe | Capitol Records |
| Мексика        | 22 июля 2014 | CD цифровая дистрибуция | Standard deluxe | Capitol Records |
| США            | 22 июля 2014 | CD цифровая дистрибуция | Standard deluxe | Capitol Records |